# ادموند گیبسون
ادموند گیبسون (انگلیسی: Edmund Gibson؛ 1669 – ۶ سپتامبر ۱۷۴۸) کشیش، قاضی، و عتیقه‌شناس اهل انگلستان بود. او ۱۷۲۳ عنوان اسقف لندن انتخاب شد و تا آخر عمرش درین سمت خدمت کرد.